# 1974 en cyclisme
| Années du cyclisme : 1971 - 1972 - 1973 - 1974 - 1975 - 1976 - 1977    |
| Décennies du cyclisme : 1940 - 1950 - 1960 - 1970 - 1980 - 1990 - 2000 |

Les faits marquants de l'année 1974 en cyclisme.

## Par mois

### Février
- 12 février : le Français Jacques Esclassan gagne l'Étoile de Bessèges.
- 17 février : 
  - le Belge Freddy Maertens gagne le Tour d'Andalousie.
  - le Français Charly Rouxel gagne la première édition du Tour méditerranéen.
  - l'Italien Franco Bitossi gagne le Grand Prix de Cannes.
- 18 février : le Belge Frans Verbeeck gagne le Grand Prix de Nice pour la deuxième fois.
- 20 février : 
  - le Belge Eddy Merckx gagne le Trophée Laigueglia pour la deuxième année d'affilée.
  - le Belge Ferdinand Bracke gagne le Grand Prix de Monaco.
- 23 février : le Belge André Doyen gagne la ronde de Montauroux.
- 24 février :
  - le Belge Eddy Peelman gagne le Grand Prix de Valencia.
  - le Néerlandais Gérard Vianen gagne le Grand Prix d'Antibes.
  - le Français Guy Sibille gagne la ronde d'Aix en Provence.
- 25 février : le Français Guy Sibille gagne le Grand Prix d'Aix-en-Provence.
- 27 février : le Belge Rik Van Linden gagne le Tour de Sardaigne.
- 28 février : l'Italien Giancarlo Polidori gagne Sassari-Cagliari.

### Mars
- 2 mars : le Belge Joseph Bruyère gagne le Circuit Het Volk.
- 3 mars :
  - l'Italien Marcello Bergamo gagne le Tour du Levant.
  - le Néerlandais Gerben Karstens gagne le Tour du Haut-Var.
  - le Belge Wilfried Wesemael gagne Kuurne-Bruxelles-Kuurne.
  - le Belge Frans Verbeeck gagne le Tour du Limbourg.
- 6 mars : le Belge André Dierickx gagne le Grand Prix José Samyn.
- 8 mars : le Belge Roger de Vlaeminck gagne Milan-Turin pour la deuxième fois.
- 9 mars : le Belge Eddy Merckx gagne le prologue de Paris-Nice à Ponthierry.
- 10 mars : le Belge Eddy Merckx gagne la 1ere étape de Paris-Nice Ponthierry-Orléans.
- 10 mars : le Belge Patrick Sercu gagne le Circuit des Ardennes Flamandes.
- 14 mars : le Belge Eddy Merckx gagne la 5eme étape de Paris-Nice Orange-Bandol.
- 16 mars :
  - le Belge Roger de Vlaeminck gagne Tirreno-Adriatico.
  - le Néerlandais Joop Zoetemelk gagne Paris-Nice.
- 17 mars : le Néerlandais Tino Tabak gagne le Circuit de Waes.
- 17 mars : l'Espagnol Pedro Torres gagne Subida a Arrate.
- 18 mars : l'Italien Felice Gimondi gagne Milan-San Remo. Les équipes françaises n'ont pas participé à la course pour protester contre Flandria qui sponsorise deux équipes : la Belge Carpenter-Confortluxe-Flandria et la Française Merlin plage-Shimano-Flandria. À la suite de ce mouvement, le Belge Aimé Claeys, patron de Flandria, décide de retirer son nom sur le maillot de l'équipe belge. Flandria était une marque de cycles et de machines à coudre. Aimé Claeys avait essayé de plaider que l'équipe Belge faisait de la publicité pour les cycles Flandria et l'équipe Française faisait de la publicité pour les machines à coudre Flandria.
- 21 mars le Belge Frans Verbeeck gagne le Grand Prix de Wallonie.
- 23 mars : le Belge Herman Van Springel gagne le Grand Prix E3.
- 24 mars :
  - le Belge Jos Abeshausen gagne Harelbeke-Poperinge-Harelbeke.
  - le Belge Louis Verreydt gagne À travers la Belgique.
  - l'Italien Francesco Moser gagne le Tour de Calabre.
  - le Français Bernard Thévenet gagne le Critérium national de la route.
  - le Belge Herman Van Springel gagne la Flèche brabançonne pour la deuxième fois..
- 26 mars : le Belge Roger de Vlaeminck gagne le Tour de Sicile en Ligne. Ensuite l'épreuve disparait du calendrier international.
- 27 mars : le Belge Freddy Maertens gagne le Circuit des 11 Villes.
- 28 mars :
  - le Belge Marc Demeyer gagne le Grand Prix Pino Cerami.
  - l'Italien Marcello Bergamo gagne le Tour de Campanie.
- 29 mars : le Néerlandais Joop Zoetemelk gagne la Semaine catalane.
- 30 mars : l'Espagnol Antonio Martos gagne Nuestra Señora de Oro.
- 31 mars : le Néerlandais Cees Bal gagne le Tour des Flandres.

### Avril
- 5 avril :
  - l'Espagnol Miguel Maria Lasa gagne le Tour du Pays basque.
  - le Belge Eric Leman gagne le " Trèfle à 4 Feuilles".
- 6 avril : le Néerlandais Tino Tabak gagne la première édition du Tour de Zélande Centrale.
- 7 avril :
  - le Suisse Roland Salm gagne le Tour du Nord-Ouest de la Suisse.
  - le Belge Roger de Vlaeminck gagne Paris-Roubaix pour la deuxième fois.
  - l'Espagnol Andres Oliva Sanchez gagne le Grand Prix de Printemps.
  - le Belge Bernard Bourguignon gagne le Grand Prix E5.
- 9 avril :
  - le Britannique Barry Hoban gagne Gand-Wevelgem.
  - le Belge Freddy Maertens gagne la Nokere Koerse.
- 11 avril le Belge Frans Verbeeck gagne la Flèche Wallonne.
- 13 avril :
  - le Néerlandais Gerrie Knetemann gagne l'Amstel Gold Race.
  - l'Italien Enrico Paolini gagne le Grand Prix Cemab.
- 14 avril :
  - l'Espagnol Domingo Perurena gagne le Grand Prix de Pâques pour la quatrième fois.
  - le Belge Marcel Omloop gagne le Circuit des Régions Fruitières.
  - le Français Alain Santy gagne à Serénac une épreuve qui sera plus connue sous le nom de Trophée des Cimes.
- 15 avril : l'Espagnol Miguel Maria Lasa gagne le Grand Prix de Navarre pour la deuxième fois.
- 16 avril :
  - le Français Alain Santy gagne Paris-Camembert.
  - le Belge Willy Teirlinck gagne le Grand Prix de Denain.
- 20 avril : le Belge Walter Naegels gagne Begijnendijk.
- 21 avril : le Belge Georges Pintens gagne Liege-Bastogne-Liege à la suite du déclassement pour dopage de Ronald de Witte.
- 24 avril : le Belge Roger de Vlaeminck gagne la Coupe Placci pour la deuxième fois.
- 27 avril : le Belge Albert Van Vlierberghe gagne le Grand Prix de la Banque .
- 28 avril :
  - le Néerlandais Hennie Kuiper gagne le Tour d'Indre et Loire.
  - le Belge Lucien Zelck gagne la Flèche Campinoise.

### Mai
- 1er mai :
  - le Belge Walter Godefroot gagne le Grand Prix de Francfort.
  - l'Italien Franco Bitossi gagne le Tour de Romagne pour la deuxième fois. Cette épreuve ne sera pas disputée en 1975 et reprendra en 1976.
  - le Belge Jos Jacobs gagne le Grand Prix Hoboken.
  - le Belge Benny Schepmans gagne Seraing-Aix-Seraing.
- 4 mai :
  - le Belge Walter Godefroot gagne le Championnat de Zurich.
  - le Belge Patrick Sercu gagne la Flèche côtière.
- 5 mai :
  - l'Italien Francesco Moser gagne le Tour de Toscane.
  - le Français Roger Pingeon gagne la première édition du Grand Prix de Plumelec.
  - le Belge Freddy Maertens gagne Bruxelles-Meulebeke pour la deuxième année d'affilée.
  - le Belge José Vanackere gagne Circuit Mandel-Lys-Escaut.
- 11 mai : l'Italien Fabrizio Fabbri gagne le Tour des Pouilles.
- 12 mai :
  - le Belge Walter Godefroot gagne les Quatre Jours de Dunkerque.
  - le Néerlandais Joop Zoetemelk gagne le Tour de Romandie.
  - le Belge Frans Verbeeck gagne le Tour du Brabant Central.
- 14 mai :
  - l'Espagnol José Manuel Fuente gagne le Tour d'Espagne pour la deuxième fois.
  - le Belge Frans Verbeeck gagne le Circuit du Tournaisis pour la troisième fois.
- 19 mai :
  - le Français Robert Mintkiewicz gagne le Tour de l'Oise.
  - le Belge Herman Van Springel gagne le Circuit du Hageland-Campine du Sud.
- 23 mai :
  - l'Espagnol Javier Elorriaga gagne le Tour d'Aragon.
  - le Belge Lieven Malfait gagne le Circuit des 3 Provinces belge.
- 25 mai :
  - le Français Jean-Pierre Danguillaume gagne le Grand Prix du Midi libre.
  - le Britannique Barry Hoban gagne Paris-Bourges.
- 26 mai : le Belge Herman Van Springel et le Français Régis Delépine sont déclarés vainqueurs ex aequo de Bordeaux-Paris. À la suite d'une erreur de parcours, Van Springel avait été déclassé puis le jury décida de lui donner victoire conjointe avec Delépine, arrivé second bien après lui, mais qui avait effectué un parcours correct. C'est la deuxième victoire dans cette épreuve pour Van Springel.
- 28 mai : le contre la montre de la 12eme étape du Tour d'Italie est remporté par le Belge Eddy Merckx.
- 29 mai : le Français Charly Rouxel gagne le Circuit de l'Indre.

### Juin
- 1er juin :
  - le Belge Frans Verbeeck gagne le Tour de Condroz.
  - le Belge Ronny Van de Vijver gagne la Flèche de Liedekerke.
- 2 juin :
  - le Français Jean Pierre Danguillaume gagne le Trophée des grimpeurs pour la deuxième fois. L'épreuve ne reprendra qu'en 1979 après avoir fusionné avec la Polymultipliée.
  - le Belge Jos Abelshausen gagne le Tour du Brabant Ouest pour la deuxième fois.
  - le Belge Frans Verhaegen gagne le Circuit de Belgique Centrale.
- 3 juin :
  - le Belge Daniel Verplancke gagne le Circuit de Flandre Orientale.
  - le Belge Gustaaf Van Roosbroeck gagne la Flèche Hesbignonne.
- 6 juin : le Belge Jos Gysemans gagne Begijnendijk.
- 7 juin le Belge Eddy Merckx gagne au sprint devant ses 5 compagnons d'échappée la 18eme étape du Tour d'Italie Verone-Andalo qui emprunte les cols du Falzarego, de Valles, de Rolle et de grappa.
- 9 juin :
  - le Belge Eddy Merckx gagne le Tour d'Italie pour la cinquième fois en devançant de 12 secondes l'Italien Gian-Battista Baronchelli et de 33 secondes l'Italien Felice Gimondi, tout c'est joué dans l'étape des 3 cimes du Lavaredo où Merckx a du batailler pour garder son maillot de leader.
  - le Belge Eric Leman gagne la Flèche Halloise.
- 10 juin :
  - le Français Alain Santy gagne le Critérium du Dauphiné libéré.
  - l'Italien Giacinto Santambrogio gagne le Grand Prix de Camaiore.
  - le Portugais Francisco Miranda gagne Porto-Lisbonne. Ensuite l'épreuve disparait du calendrier international.
- 12 juin : le Belge Patrick Sercu gagne Bruxelles-Ingooigem.
- 13 juin : le Belge Eddy Merckx gagne la 2eme étape du Tour de Suisse à Surzach.
- 14 juin : le Belge Eddy Merckx gagne la 2eme étape du Tour de Suisse Diessenhofen-Eschenbach.
- 14 juin : le Britannique Bill Nickson gagne le Manx Trophy.
- 16 juin : l'Italien Francisco Moser gagne le Grand Prix de Forli. L'épreuve ne sera plus disputée avant 1977.
- 17 juin : le Belge Freddy Maertens gagne le Tour de Luxembourg.
- 20 juin : le Belge Frans Verbeeck gagne Rebecq-Rognon pour la deuxième année d'affilée.
- 21 juin :
  - le Belge Eddy Merckx gagne la 9eme étape contre la montre du Tour de Suisse Etappe-Olten. Merckx gagne le classement général final du Tour de Suisse.
  - le Néerlandais Cees Bal gagne le Tour de L'Aude .
  - l'Espagnol Juan Manuel Santisteban gagne le Tour des Asturies.
- 23 juin :
  - l'Italien Enrico Paolini gagne Milan-Vignola. La course servant de support au championnat d'Italie sur route cette année-là, Enrico Paolini devient champion d'Italie pour la deuxième année d'affilée.
  - le Néerlandais Cees Priem devient champion des Pays-Bas sur route.
  - l'Espagnol Vicente Lopez Carril devient champion d'Espagne sur route.
  - le Luxembourgeois Roger Gilson devient champion du Luxembourg sur route pour la deuxième fois.
  - l'Allemand Gunther Haritz devient champion de RFA sur route.
  - le Suisse Roland Salm devient campion de Suisse sur route.
  - le Britannique Keith Lambert devient champion de Grande-Bretagne sur route.
- 23 juin :
  - le Belge Roger Swerts devient champion de Belgique sur route.
  - le Français Georges Talbourdet devient champion de France sur route.
- 27 juin : départ du Tour de France, cette année encore le duel Merckx-Ocana n'aura pas lieu. Cette fois ci c'est l'Espagnol Luis Ocana l'absent. Le prologue à Brest est remporté par le Belge Eddy Merckx, 2eme l'Espagnol Jésus Manzaneque à 6 secondes, 3eme le Belge Joseph Bruyère à 8 secondes.
- 28 juin : l'Italien Ercole Gualazzini gagne la 1ere étape du Tour de France Brest-Saint Pol de Leon, 2eme le Belge Joseph Bruyère à 1 seconde, 3eme le Belge Herman Van Springel à 4 secondes. Le sprint du peloton est remporté par le Néerlandais Gerben Karstens à 22 secondes. Le Belge Joseph Bruyère prend le maillot jaune à son corps défendant, il a bien tenté de gagner l'étape mais il ne pensait pas prendre le maillot jaune à son leader le Belge Eddy Merckx qui voulait garder le maillot du 1er au dernier jour. La preuve les 12 secondes que Merckx a glanées durant l'étape. Il est vrai aussi qu'à la suite du Giro que Merckx a gagné pour une poignée de secondes, le Belge engrange les bonifications afin d'avoir un peu d'avance sur les grimpeurs avant les Alpes. Le cannibale au classement général devient 2eme à 16 secondes, 3eme Van Springel à 26 secondes. A noter qu'avec cette 25eme victoire Merckx partage avec le Français André Leducq le record de victoires d'étapes sur le Tour de France.
- 29 juin : le Néerlandais Henk Poppe gagne au sprint  la 2eme étape du Tour de France Plymouth-Plymouth, 2eme le Français Jacques Esclassan, 3eme le Belge Patrick Sercu. C'est la première incursion du Tour de France en Grande-Bretagne, c'est aussi la première fois qu'une étape est disputée sur un tronçon d'autoroute.  Avec la chasse aux bonifications le classement général est le suivant : 1er le Belge Joseph Bruyère, 2eme le Belge Eddy Merckx, 3eme le Néerlandais Gerben Karstens à 22 secondes.
- 30 juin : le Belge Patrick Sercu gagne au sprint la 3eme étape du Tour de France Morlaix-Saint Malo, 2eme le Français Régis Delépine, 3eme le Néerlandais Piet Van Katwijk. Au classement général avec le jeu des bonifications 1er le Belge Joseph Bruyère, 2eme à 2 secondes le Belge Eddy Merckx, 3eme à 15 secondes le Néerlandais Gerben Karstens.
- 30 juin : l'Espagnol José Grande Sanchez gagne le Tour des vallées minières.

### Juillet
- 1er juillet : le Belge Patrick Sercu gagne au sprint la 4eme étape du Tour de France Saint Malo-Caen, 2eme le Néerlandais Gerben Karstens, 3eme l'Italien Ercole Gualazzini . Le Belge Eddy Merckx récupère le maillot jaune par le jeu des bonifications, 2eme à 2 secondes Karstens, 3eme le Belge Joseph Bruyère à 4 secondes.
- 2 juillet : le Belge Ronald De Witte gagne la 5eme étape du Tour de France Caen-Dieppe à l'issue d'une échappée accomplie avec le Français Roger Pingeon de retour dans le peloton après une année sabbatique. Pingeon crève en vue de l'arrivée, ce qui permet à de Witte de l'emporter avec 9 secondes d'avance sur le Belge Patrick Sercu 2eme, le Français Cyrille Guimard 3eme puis tout le peloton. Le Néerlandais Gerben Karstens prend le maillot jaune par le jeu des bonifications, 2eme le Belge Eddy Merckx à 2 secondes, 3eme Sercu à 9 secondes..
- 3 juillet : la 1ere demi-étape de la 6eme étape du Tour de France Dieppe-Harelbeke est remportée par le Français Jean Luc Molinaris qui devance de 1 seconde son compagnon d'échappée le Belge Michel Pollentier 2eme, 3eme le Néerlandais Cees Bal qui gagne le sprint du peloton. Le Belge Patrick Sercu prend le maillot jaune grâce au jeu des bonifications, 2eme le Néerlandais Gerben Karstens à 2 secondes, 3eme le Belge Eddy Merckx à 8 secondes.
- La 2eme demi-étape contre la montre par équipe autour de Harelbeke est remportée par l'équipe Molteni, 2eme l'équipe Kas à 1 minute 15 secondes, 3eme l'équipe Bic à 1 minute 17 secondes. Le seul intérêt de l'étape sont les bonifications accordées aux trois premières équipes (10, 6 et 4 secondes). Le Néerlandais Gerben Karstens reprend le maillot jaune, il est à égalité dans le même temps que le Belge Eddy Merckx mais le devance aux points. Le Belge Patrick Sercu est 3eme à 2 secondes.
- 4 juillet : le Belge Eddy Merckx gagne détaché la 7eme étape du Tour de France Mons-Chalons sur Marne, 2eme, sur ses talons, son compatriote Patrick Sercu, 3eme le français Jacques Esclassan puis tout le peloton. Au classement général, Merckx reprend le maillot jaune grâce au jeu des bonifications, 2eme Sercu à 5 secondes, 3eme le Néerlandais Gerben Karstens à 18 secondes. A noter qu'avec cette 26eme victoire d'étape Merckx est seul recordman de victoires d'étapes dans le Tour de France devant le Français André Leducq 25 victoires.
- 5 juillet : la 1ere demi-étape de la 8eme étape du Tout de France Chalon sur Marne-Chaumont  est remportée au sprint par le Français Cyrille Guimard, 2eme le Belge Ronald de Witte, 3eme l'Espagnol Andres Oliva. Le classement général évolue encore à cause des bonifications : 1er le Belge Eddy Merckx, 2eme le Néerlandais Gerben Karstens à 14 secondes, 3eme le Belge Joseph Bruyère à 37 secondes.
- La 2eme demi-étape Chaumont-Besançon est remportée au sprint par le Belge Patrick Sercu, 2eme le Français Jacques Esclassan, 3eme le Néerlandais Gerben Karstens. Au classement général par le jeu des bonifications 1er le Belge Eddy Merckx, 2eme Karstens à 13 secondes, 3eme le Belge Joseph Bruyère à 50 secondes.
- 6 juillet : le Belge Eddy Merckx gagne la 9eme étape du Tour de France Besançon-Aspro Gaillard qui emprunte le col des Rousses et le Mont Salève. Dans la dernière difficulté une sélection se fait qui englobe les coureurs qui vont se disputer les places d'honneurs, le maillot jaune sauf surprise étant bien accroché aux épaules de Merckx, 2eme l'Italien Wladimiro Panizza, 3eme le Français Raymond Poulidor, 4eme le Portugais Joaquim Agostinho, 4eme l'Espagnol Gonzalo Aja, tous même temps. L'espagnol Vicente Lopez Carril est 6eme à 18 secondes. Arrivent à 2 minutes 27 secondes le Belge Herman Van Springel 9eme suivi du Français Roger Pingeon 11eme, du Belge Lucien Van Impe 12eme, du Français Mariano Martinez 15eme. Les Français Cyrille Guimard et Bernard Thévenet terminent à 8 minutes 34 secondes et perdent le Tour (Thévenet souffre d'un Zona). Au classement général Merckx est leader devant Agostinho 2eme à 1 minute 37 secondes, 3eme Poulidor à 2 minutes 1 secondes, 4eme Panizza à 2 minutes 2 secondes, 5eme Aja à 2 minutes 12 secondes, 6eme Lopez Carril à 2 minutes 18 secondes, le Tour semble devoir se jouer entre ces six là.
- 7 juillet : le Belge Eddy Merckx gagne la 10eme étape du Tour de France Aspro Gaillard-Aix les Bains qui emprunte le Mont du Chat.  Sur les abruptes pentes du Mont du Chat la bagarre fait rage, l'Espagnol Gonzalo Aja s'échappe. Merckx souffre et le Français Raymond Poulidor le remarque et s'échappe également. Le Français passe au sommet avec plus d'une minute d'avance sur le Belge. La descente est très dangereuse, les coureurs sont prévenus, mais Merckx n'en a cure. Il prend tous les risques dans les lacets qui même descendus en voiture font penser à un slalom spécial. Le Français Mariano Martinez suit les trajectoires de Merckx et ensemble ils reprennent Poulidor au bas de la descente, puis Aja avant l'arrivée. Au sprint Merckx remporte une victoire que nul lui voyait obtenir quelques minutes plus tôt, 2eme Martinez, 3eme Poulidor, 4eme Aja tous même temps. Arrivent à 1 minutes 2 secondes les Italiens Fausto Bertoglio 5eme et Wladimiro Panizza 6eme,  le Portugais Joaquim Agostinho finit 7eme à  39 secondes (le temps est pris à l'entrée du circuit, mais Agostinho a été retardé dans le tour de circuit et arrivent avec les Italiens), 8eme et 9eme l'Espagnol Vicente Lopez Carril et le Belge Michel Pollentier même temps que les Italiens. Au classement général Merckx maillot jaune devance Poulidor second de 2 minutes 1 seconde, 3eme Aja à 2 minutes 12 secondes, 4eme Agostinho à 2 minutes 16 secondes, 5eme Panizza à 3 minutes 4 secondes, 6eme Lopez Carril à 3 minutes 20 secondes, 7eme Marinez à 4 minutes 38 secondes.    Il y a repos le 8 juillet.
- 9 juillet : l'Espagnol Vicente Lopez-Carril gagne la 11eme étape du Tour de France Aix les Bains-Serre Chevalier qui emprunte les cols de Marocaz, de la Cochette, du Grand Cucheron, du Télégraphe et du Galibier. En fait ce fut une course par élimination, le Français Raymond Poulidor le Portugais Joaquim Agostinho et l'Italien Wladimiro Panizza sont lâchés. Le Français Roger Pingeon a animé l'ascension finale en tentant une échappée mais a été repris. Dans la descente Lopez Carril se détache et l'emporte avec 54 secondes d'avance sur le Belge Eddy Merckx, 3eme l'Espagnol Francisco Galdós, 4eme l'Espagnol Gonzalo Aja tous même temps, 5eme Pingeon à 2 minutes 23 secondes, 6eme Panizza, 7eme le Français Alain Santy, 8eme Agostinho tous même temps. Poulidor termine 10eme à 6 minutes 17 secondes. A noter l'abandon du Français Bernard Thévenet malade. Au classement général, avec les bonifications Merckx leader devance à présent Aja son nouveau dauphin de 2 minutes 20 secondes, 3eme Lopez Carril à 2 minutes 34 secondes, 4eme Panizza à 4 minutes 41 secondes, 5eme Agostinho à 5 minutes 16 secondes, 6eme Poulidor à 7 minutes 32 secondes.
- 10 juillet : le Belge joseph Spruyt gagne la 12eme étape du Tour de France Savine le Lac-Orange qui emprunte le Mont Ventoux par Sault, le versant le moins pentu jusqu'au Chalet Reynard. Les écarts pris au sommet du Mont Ventoux seront pris en compte pour le classement général, le Ventoux est donc une étape volante. L'espagnol Gonzalo Aja y passe en tête avec 17 secondes d'avance sur le Français Raymond Poulidor 2eme et 19 secondes sur le Français Raymond Delisle 3eme , le Belge Eddy Merckx 4eme, l'Espagnol Francisco Galdós 5eme tous même temps, 58 secondes sur l'Italien Wladimiro Panizza 6eme, l'Espagnol Lopez Carril 7eme, le Portugais Joaquim Agostinho 8eme tous même temps. Dans la vallée Spruyt s'échappe et devance ses compagnons d'échappée le Néerlandais Fédor Den Hartog 2eme et le Belge Ward Janssens 3eme. Deux autres coureurs sont intercalés avant que le Français Jacques Esclassan 6eme à 41 secondes gagne le sprint du peloton. Au classement général 1er Merckx, 2eme Aja à 2 minutes 1 secondes, 3eme l'Espagnol Lopez Carril à 3 minutes 13 secondes, 4eme Panizza à 5 minutes 20 secondes, 5eme le Portugais Joaquim Agostinho à 5 minutes 55 secondes. Le podium final devrait se jouer entre ces cinq coureurs là.
- 11 juillet : le Britannique Barry Hoban gagne au sprint a 13eme étape du Tour de France Avignon-Montpellier, 2eme le Français Jacques Esclassan, 3eme le Belge Patrick sercu puis le peloton.
- 12 juillet : le Français Jean Pierre Genet gagne détaché la 14eme étape du Tour de France Lodève-Colomiers, 2eme le Belge Ludo Delcroix à 20 secondes, 3eme l'Italien Gianni Di Lorenzo, 4eme l'Espagnol Antonio Martos tous même temps. Le sprint du peloton est remporté par le Belge Marc Demeyer 5eme à 26 secondes. Pas de changement en tête du classement général si ce n'est 4 secondes de bonifications glanées par le Belge Eddy Merckx.  Il y a repos le 13 juillet.
- 12 juillet : le Belge Rik Van Linden gagne le Circuit des Monts du Sud-Ouest.
- 13 juillet : l'Italien Luciano Borgognoni gagne la première édition du Tour du Frioul.
- 14 juillet : le Belge Eddy Merckx gagne la 15eme étape du Tour de France Colomiers-Seo de Urgel qui emprunte le pas du Portel et le port d'Envalira, 2eme le Français Mariano Martinez, 3eme le Belge Michel Pollentier, 4eme l'Italien Wladimiro Panizza, 5eme l'Espagnol Vicente Lopez Carril, 7eme le Belge Lucien Van Impe, le portugais Joaquim Agostinho est 10eme et le Français Raymond Poulidor est 13eme tous même temps. L'espagnol Francisco Galdos chute et abandonne. Pas de changement en tête du classement général.
- 15 juillet : le Français Raymond Poulidor gagne la 16eme étape du Tour de France Seo de Urgel-Saint Lary Soulan qui emprunte les cols de Canto, de la Bonaigua, du Portillon, de Peyresourde avec arrivée au sommet de Saint Lary. L'étape commence bien pour le Belge Eddy Merckx qui récolte une bonification de 6 secondes. Le Belge ensuite contrôle la course jusqu'au pied de l'ascension finale. Commence alors le numéro de soliste de Poulidor qui creuse l'écart facilement à la grande stupéfaction de tout le monde. Poupou a retrouvé ses jambes de 20 ans et fonce à 38 ans vers une mémorable victoire d'étape, 2eme l'Espagnol Lopez Carril à 41 secondes, 3eme le Belge Michel Pollentier à 1 minute 2 secondes, 4eme le Français Alain Santy la révélation française de l'année à 1 minute 17 secondes, 5eme Merckx à 1 minute 49 secondes, 6eme l'Italien Wladimiro Panizza à 2 minutes 5 secondes. L' Espagnol Gonzalo Aja que l'on voyait gagner l'étape à la place de Poulidor déçoit en finissant 11eme à 3 minutes 52 secondes. Le Portugais Joaquim Agostinho termine 14eme à 6 minutes 32 secondes. Au classement général Merckx possède encore 2 minutes 24 secondes d'avance sur Lopez Carril 2eme, 3eme Aja à 4 minutes 20 secondes, 5eme Panizza à 5 minutes 58 secondes, 6eme Poulidor à 6 minutes.
- 16 juillet : le Français Jean Pierre Danguillaume gagne en solitaire la 17eme étape du Tour de France Saint Lary Soulan-Col du Tourmalet qui emprunt le col d'Aspin avec arrivée au col du Tourmalet. Danguillaume s'échappe dans l'Aspin et accroît son avance dans le Tourmalet, 2eme le Français Raymond Poulidor à 2 minutes 26 secondes, 3eme le Français Mariano Martinez à 2 minutes 32 secondes, 4eme le Français Alain Santy à 2 minutes 33 secondes, 5eme Panizza à 2 minutes 49 secondes, 6eme le Belge Lucien Van Impe à 2 minutes 51 secondes, 7eme Merckx encore à la peine à 3 minutes 8 secondes, 8eme l'Espagnol Vicente Lopez Carril à 3 minutes 9 secondes, l'Espagnol Gonzalo Aja encore une fois est à la dérive 18eme à 4 minutes 50 secondes. Au classement général Merckx garde 2 minutes 25 secondes d'avance sur Lopez Carril Second, et Poulidor fait un bond en devenant 3eme à 5 minutes 18 secondes. Mais seul à présent Lopez Carril peut détrôner Merckx
- 17 juillet : le Français Jean Pierre Danguillaume gagne la 18eme étape du Tour de France Bagnères de Bigorre-Pau qui emprunte les cols du Tourmalet et du Soulor. L'Espagnol n'utilise pas la dernière étape de montagne pour tenter de distancer le Belge Eddy Merckx. Danguillaume une nouvelle fois anime la course, il provoque la sélection et bat à l'arrivée ses compagnons d'échappée, 2eme le Belge Ronald de Witte, 3eme l'Espagnol Andres Oliva, 4eme l'Espagnol Juan Zurano, le sprint du peloton est gagné par le Britannique Barry Hoban 5eme à 3 minutes 14 secondes. Pas de changement donc en tête du classement général.
- 18 juillet la 1ere demi-étape de la 19eme étape du Tour de France Pau-Bordeaux est remportée par le Français Francis Campaner autour d'une longue échappée solitaire, 2eme le Belge Patrick Sercu à 14 minutes 1 seconde, 3eme le Britannique Barry Hoban puis tout le Peloton (le Belge Eddy Merckx glane 4 secondes de bonifications).
- La 2eme demi-étape contre la montre autour de Bordeaux le Lac est remportée par le Belge Eddy Merckx, 2eme le Belge Michel Pollentier à 1 seconde, 3eme le Néerlandais Gerrie Knetemann à 13 secondes, 4eme le Néerlandais Gérard Vianen à 18 secondes. Le Français Raymond Poulidor est 5eme à 20 secondes, l'Espagnol Vicente Lopez Carril est 29eme à 57 secondes. Au classement général Merckx avec une avance de 3 minutes 26 secondes sur Lopez Carril file vers la victoire, 3eme Poulidor à 5 minutes 42 secondes.
- 19 juillet : le Néerlandais Gérard Vianen gagne détaché la 20eme étape du Tour de France Saint Gilles Croix de Vie-Nantes, 2eme à 20 secondes le Belge Patrick Sercu, 3eme le Belge Marc Demeyer puis tout le peloton. Au classement général les écarts augmentent grâce à  2 secondes de bonifications récoltées par Merckx.
- 20 juillet : la 1ere demi-étape de la 21eme étape du Tour de France Vouvray-Orléans est remportée en solitaire par le Belge Eddy Merckx, 2eme le Belge Patrick Sercu à 1 minute 25 seconde, 3eme le Britannique Barry Hoban puis tout le peloton. Au classement général avec en plus les 20 secondes de bonification du vainqueur d'étape, Merckx repousse l'Espagnol Lopez Carril 2eme à 5 minutes 13 secondes, 3eme le Français Raymond Poulidor à 7 minutes 29 secondes.
- la 2eme demi-étape contre la montre autour d'Orléans est remportée par le Belge Michel Pollentier, 2eme le Belge Eddy Merckx à 10 secondes, 3eme l'Espagnol Jésus Manzaneque à 27 secondes, 4eme le Belge Dirk Baert à 27 secondes, 5eme le Français Raymond Poulidor à 29 secondes. L'Espagnol Vicente Lopez Carril termine 22eme à 2 minutes 46 secondes. Au classement général Merckx se retrouve avec 2 seconds à égalité, en effet Lopez Carril et Poulidor se tiennent en 34/100 de secondes, en faveur du Français.
- 20 juillet : l'Italien Marino Basso gagne le Grand Prix de Montelupo.
- 21 juillet : le Belge Eddy Merckx gagne la 22eme et ultime étape du Tour de France après le déclassement pour sprint irrégulier du Belge Patrick Sercu qui a poussé à la corde son compatriote Gustave Van Roosbroeck, le classement de l'étape est 1er Merckx, 2eme Van Roosbroeck, 3eme Sercu. Au classement général final avec 20 secondes de bonifications pour le gain de l'étape, Merckx gagne le Tour de France avec 8 minutes 4 secondes d'avance sur le Français Raymond Poulidor. Ce dernier a obtenu, pour s'assurer la deuxième place, une bonification de 4 secondes dans un sprint durant lequel ses équipiers ont enfermé l'Espagnol Vicente Lopez Carril finalement 3eme à 8 minutes 9 secondes. Les bonifications seront supprimées pour le Tour de France 1975, non seulement pour éviter que ceci se reproduise mais aussi pour ne pas favoriser davantage Merckx qui a glané durant ce Tour 2 minutes 20 secondes de bonifications dans les sprints intermédiaires dit "Points chauds" et aux arrivées d'étapes de plat. Merckx en remportant 8 étapes, égale son record de 1970 qu'il partage avec le Français Charles Pélissier et Merckx avec 5 victoires égale le record de victoires dans le Tour qu'il partage avec le Français Jacques Anquetil. Merckx remporte aussi, pour la cinquième fois, le combiné symbolisé pour la dernière fois par le maillot blanc. Le Belge Patrick Sercu gagne le classement par points symbolisé par le maillot vert. L'Espagnol Domingo Perurena remporte le Grand prix de la montagne qui n'a pas de maillot distinctif.
- 25 juillet :
  - Martin Emilio Rodriguez l'un des premiers cyclistes Colombiens à courir en Europe gagne le Tour des Marches.
  - l'Espagnol José Pesarrodona gagne le Grand Prix de Villafranca. L'épreuve ne sera pas disputée en 1975 et reprendra en 1976.
- 26 juillet : le Belge Raphaël Coene gagne St Kwintens-Lennik.
- 27 juillet : le Belge Eddy Verstraeten gagne Hyon-Mons.
- 28 juillet : l'Espagnol Miguel Maria Lasa gagne Saragosse-Sabinanigo.
- 29 juillet : l'Italien Franco Bitossi gagne le Trophée Mattéotti.
- 30 juillet : le Belge Marc Demeyer gagne le Grand Prix de l'Escaut.
- 31 juillet : l'équipe Filotex gagne la Cronostafetta grâce à la victoire d'étape de l'Italien Francesco Moser.

### Août
- 1er août : l'Italien Giacinto Santambrogio gagne le Tour du Canton d'Argovie.
- 3 août : l'Espagnol Antonio Vallori Mateu gagne le Tour de Reggio Cantabrie.
- 4 août : l'Italien Giovanni Battaglin gagne le Tour des Apennins.
- 7 août : l'Italien Francesco Moser gagne le Tour d'Ombrie.
- 11 août :
  - l'Italien Costantino Fabbri gagne les Trois vallées varésines.
  - le Belge Michel Pollentier gagne Louvain-St Pierre.
- 14 août : l'Espagnol Antonio Menendez gagne le Grand Prix Llodio.
- 15 août : l'Espagnol Juan Manuel Santisteban gagne les 3 jours de Leganes.
- 17 août : l'Italien Francesco Moser gagne le Trophée Bernocchi.
- 18 août : le Néerlandais Hennie Kuiper gagne le Grand Prix de Dortmund.
- 20 août :
  - le Français Raymond Martin gagne la Route Nivernaise.
  - le Belge André Dierickx gagne le Grand Prix de Zottegem.
  - 14-20 août : Championnat du monde de cyclisme sur piste à Montréal (Canada). Le Danois Peder Pedersen est champion du monde de vitesse professionnelle. Le Tchèque Anton Tkac est champion du monde de vitesse amateur. Le Néerlandais Roy Schuiten est champion du monde de poursuite professionnelle. L'allemand de l'est Hans Lutz est champion du monde de poursuite amateur.
- 24 août : à Montreal la Française Geneviève Gambillon est championne du monde sur route féminine pour la deuxième fois.
- 24 août : le Polonais Janusz Kowalski devient champion du monde amateur sur route.
- 25 août :
  - A Montréal pour la troisième fois, le Belge Eddy Merckx devient champion du monde, sur route, au sprint devant le Français Raymond Poulidor, le Français Mariano Martinez décroche la médaille de bronze.
  - le Britannique Michael Wright gagne le Circuit de Dunkerque.
- 27 août :
  - le Français Raymond Martin gagne le Grand Prix de Plouay.
  - le Belge Frans Van Looy gagne la Coupe Sels.
- 28 août : le Belge Roger de Vlaeminck gagne Druivenkoers-Overijse pour la deuxième fois.
- 31 août : l'Italien Francesco Moser gagne le Tour du Piémont. Cette épreuve ne sera pas disputée en 1975 et 1976 puis reprendra en 1977.

### Septembre
- 2 septembre : le Belge Herman Van Springel gagne le Circuit des Boucles de L'aulne.
- 3 septembre : l'Espagnol Domingo Perurena gagne le Trophée Masferrer pour la deuxième fois.
- 3 septembre : le Belge Rik Van Linden gagne le Grand Prix de Brasschaat pour la deuxième année d'affilée.
- 7 septembre : le Belge Roger de Vlaeminck gagne le Tour de Vénétie.
- 8 septembre : le Belge Marc Demeyer gagne le Circuit des Régions Linières.
- 11 septembre :
  - le Français Bernard Thevenet gagne le Tour de Catalogne.
  - l'Italien Wilmo Francioni gagne la Coupe Sabatini.
- 12 septembre : le Belge Freddy Maertens gagne le Championnat des Flandres.
- 14 septembre : l'Italien Roberto Poggiali gagne le Tour du Latium.
- 15 septembre :
  - le Belge Freddy Maertens gagne le Grand Prix Jef Scherens.
  - le Français Bernard Bourreau gagne le Grand Prix d'Isbergues.
- 19 septembre : l'Espagnol Antonio Marcos gagne le Tour de Majorque. L'épreuve ne sera plus disputée avant 1978.
- 21 septembre :
  - le Belge Frans Verbeeck gagne le Grand Prix d'Orchies.
  - l'Italien Fabrizio Fabbri gagne le Grand Prix de Prato pour la deuxième fois d'affilée.
  - le Français Ferdinand Julien gagne le Grand Prix de Lausanne.
- 22 septembre : le Belge Willy Teirlinck gagne le grand Prix de Fourmies.
- 23 septembre : comme l'an dernier l'Espagnol Jesus Manzaneque gagne le Tour de La Rioja. C'est sa troisième victoire dans cette épreuve en tout.
- 24 septembre : le Belge Marc Demeyer gagne Paris-Bruxelles.
- 26 septembre : le Belge Willy Planckaert gagne le Circuit du Houtland.
- 29 septembre : l'Italien Francesco Moser gagne Paris-Tours après le déclassement pour dopage du Néerlandais Gerben Karstens.
- 30 septembre : le Belge Dirk Baert gagne le Circuit des frontières.

### Octobre
- 4 octobre : l'Italien Francesco Moser gagne le Tour d' Emilie.
- 5 octobre : le Néerlandais Roy Schuiten gagne l'Étoile des Espoirs.
- 6 octobre : le Néerlandais Roy Schuiten gagne le Grand Prix des Nations.
- 9 octobre : l'Italien Felice Gimondi gagne la Coppa Agostoni.
- 12 octobre le Belge Roger de Vlaeminck gagne le tour de Lombardie. Le Belge Eddy Merckx remporte le Trophée Super Prestige Pernod pour la sixième fois d'affilée. Le Français Alain Santy remporte le Trophée Prestige Pernod et son compatriote Bernard Bourreau gagne le Trophée Promotion Pernod.
- 13 octobre : l'Italien Giuseppe Perletto gagne "A travers Lausanne".
- 15 octobre : le Belge Frans Van Looy gagne le Grand Prix de Clôture.
- 20 octobre : le Belge Eddy Merckx gagne la course de côte de Montjuich pour la cinquième fois après avoir remporté l'étape en ligne et l'étape contre la montre.
- 20 octobre : le Danois Ole Ritter gagne le Grand Prix de Lugano.
- 26 octobre : l'Italien Francesco Moser et le Néerlandais Roy Schuiten gagnent le trophée Baracchi.

## Principales naissances
- 1er janvier : Mario Benetton, cycliste italien.
- 3 janvier : Alessandro Petacchi, cycliste italien.
- 4 janvier : Danilo Hondo, cycliste italien.
- 30 janvier : Roger Hammond, cycliste britannique.
- 1er février : Roberto Heras, cycliste espagnol.
- 3 février : Florian Rousseau, cycliste français.
- 4 février : Luca Mazzanti, cycliste italien.
- 11 février : Sébastien Hinault, cycliste français.
- 14 février : Alexandre Symonenko, cycliste ukrainien.
- 17 février : Miguel Alzamora, cycliste espagnol.
- 2 mars :
  - Patrice Halgand, cycliste français.
  - Katie Mactier, cycliste australienne.
- 19 mars : Mirko Celestino, cycliste italien.
- 21 mars : Regina Schleicher, cycliste allemande.
- 25 mars : Elena Tchalykh, cycliste russe.
- 27 mars : Joan Horrach, cycliste espagnol.
- 29 mars : Hanka Kupfernagel, cycliste allemande.
- 1er avril : Paolo Bettini, cycliste italien.
- 6 avril : Roberto Sgambelluri, cycliste italien.
- 11 avril : Antonio Tauler, cycliste espagnol.
- 14 mai : Matteo Tosatto, cycliste italien.
- 25 mai : Jhon Freddy García, cycliste colombien.
- 1er juin : Michael Rasmussen, cycliste danois.
- 10 juin : Christophe Bassons, cycliste français.
- 13 juin : Santiago Blanco, cycliste espagnol.
- 15 juin : Marzio Bruseghin, cycliste italien.
- 16 juin : Luis Pérez Rodríguez, cycliste espagnol.
- 17 juin : Steve Peat, VTTiste britannique.
- 18 juin : José Enrique Gutiérrez, cycliste espagnol.
- 27 juin : Markus Zberg, cycliste suisse.
- 10 juillet : Víctor Hugo Peña, cycliste colombien.
- 14 juillet : Fabiana Luperini, cycliste italienne.
- 23 juillet : Rik Verbrugghe, cycliste belge.
- 29 juillet : Roland Green, cycliste canadien.
- 6 août : David McKenzie, cycliste australien.
- 11 août :
  - Darryn Hill, cycliste australien.
  - Maryline Salvetat, cycliste française.
- 19 août : Carlos Torrent, cycliste espagnol.
- 30 août : Javier Otxoa, cycliste espagnol.
- 22 septembre : Sergi Escobar, cycliste espagnol.
- 25 octobre : Cristiano Citton, cycliste italien.
- 28 octobre : Ina-Yoko Teutenberg, cycliste allemande.
- 6 novembre :
  - Frank Vandenbroucke, cycliste belge. († 12 octobre 2009)
  - Paul Manning, cycliste britannique.
- 27 novembre : Wendy Houvenaghel, cycliste britannique.
- 29 novembre : Cyril Dessel, cycliste français.
- 30 novembre : Franck Perque, cycliste français.
- 14 décembre : Ivan Quaranta, cycliste italien.
- 16 décembre : Edgardo Simón, cycliste argentin.
- 31 décembre : Mario Aerts, cycliste belge.

## Principaux décès
- 15 février : Cyrille Van Hauwaert, cycliste belge. (° 16 décembre 1883).
- 11 novembre : Eberardo Pavesi, cycliste italien. (° 2 novembre 1883).